# جبرئیل دیاو
جبرئیل دیاو (انگلیسی: Djibril Diaw؛ زادهٔ ۳۱ دسامبر ۱۹۹۴) بازیکن فوتبال اهل سنگال است که در حال حاضر برای باشگاه فوتبال استاد لاوالوا بازی می‌کند. 
از باشگاه‌هایی که در آن بازی کرده است می‌توان به باشگاه فوتبال آنژه، باشگاه فوتبال استاد لاوالوا، باشگاه فوتبال کان و باشگاه فوتبال ژالگیریس اشاره کرد.
وی همچنین در تیم ملی فوتبال سنگال بازی کرده است.